# Valtra
 (février 2009).
Si vous disposez d'ouvrages ou d'articles de référence ou si vous connaissez des sites web de qualité traitant du thème abordé ici, merci de compléter l'article en donnant les références utiles à sa vérifiabilité et en les liant à la section « Notes et références ».
Valtra Inc. est une marque d'outils agricoles et forestiers, appartenant au groupe nord-américain AGCO depuis 2004.

## Historique
La marque Valtra est issue de nombreuses fusions. En 1932, le motoriste suédois Theofron Munktell fusionne avec le fabricant de machines agricoles Volvo, lui aussi suédois. De cette fusion, naissent les tracteurs Bolinder « Volvo BM » (Bolinder avait été racheté par Munktell avant sa fusion avec Volvo).
Les tracteurs Volvo conquièrent alors rapidement l'Europe grâce à leur réputation d'« inépuisable ». En revanche, en Amérique du Nord, ils se trouvent étouffés par la concurrence déloyale de McCormick.[réf. nécessaire]
Au tout début des années 1990, le forestier finlandais Valmet rachète le groupe « Volvo BM » dans le but de diversifier son activité. Valmet, bien que très développé dans les pays nordiques, a peu d'emprise sur le reste du marché européen. Mais son excellente résistance aux conditions extrêmes fait de lui le tracteur réputé le plus robuste de la planète, aussi bien au nord, où le Canada et l'Islande l'ont importé en grand nombre, qu'au sud, où le Valmet 900 est même le seul tracteur utilisé en Antarctique.
En 2004, le groupe Valmet change son fusil d'épaule et cède sa filière agricole à AGCO Corporation, pour mieux se concentrer sur son activité forestière. Les anciennes productions agricoles Valmet changent alors de nom pour devenir Valtra, mais entre-temps sur plusieurs tracteurs on peut lire Valtra Valmet. Toujours dirigée par des Finlandais, c'est la marque qui a connu la plus forte croissance en Europe entre 2002 et 2007.

## Culture populaire
En 2004, le film franco-belge Aaltra s'inspire de la marque Valtra pour créer une marque concurrente fictive baptisée Aaltra. Les personnages principaux du film, qui veulent porter plainte contre Aaltra, vont d'ailleurs faire erreur à la fin du film en s'adressant à la véritable usine de Valtra, qui a donc servi de décor au film.

## Galerie

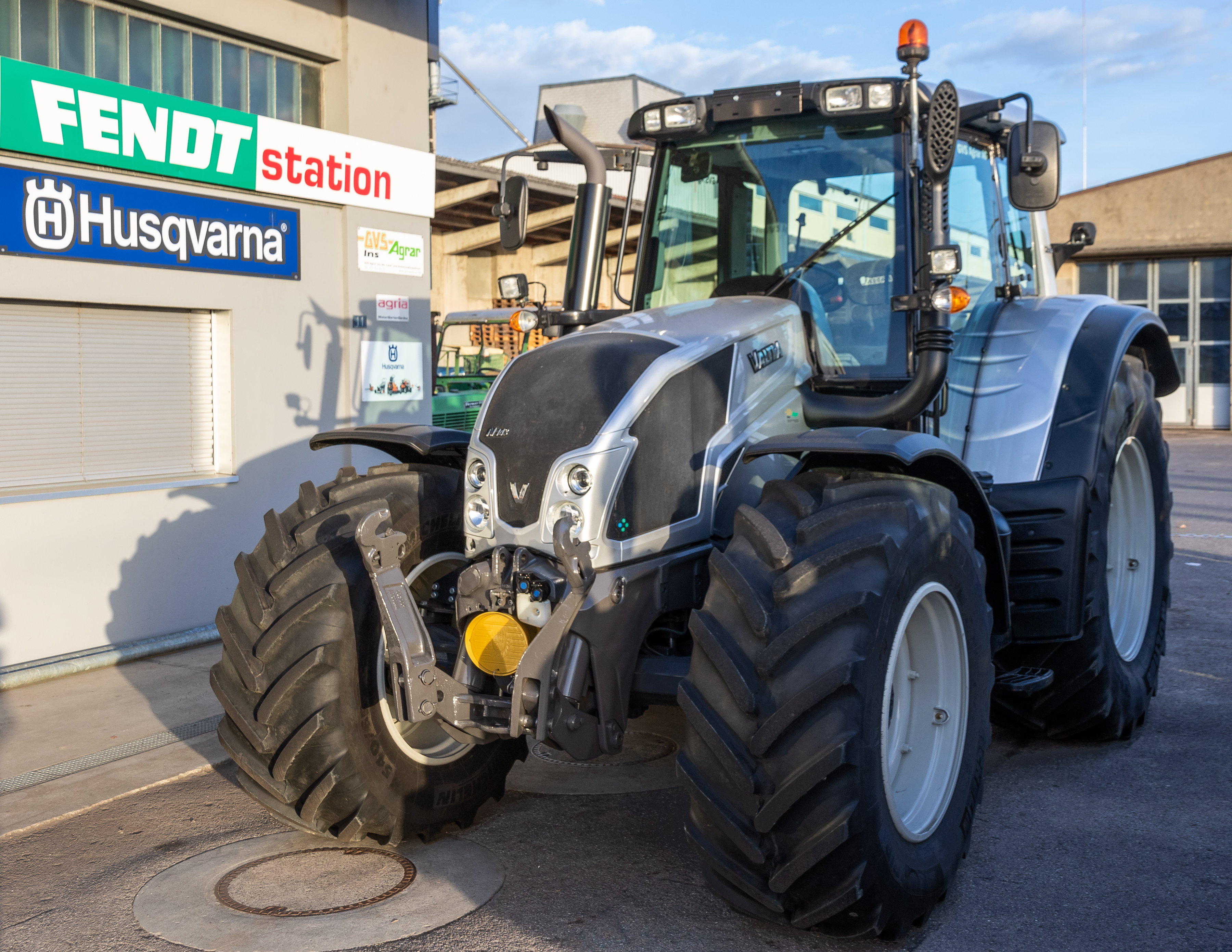
Valtra N143.
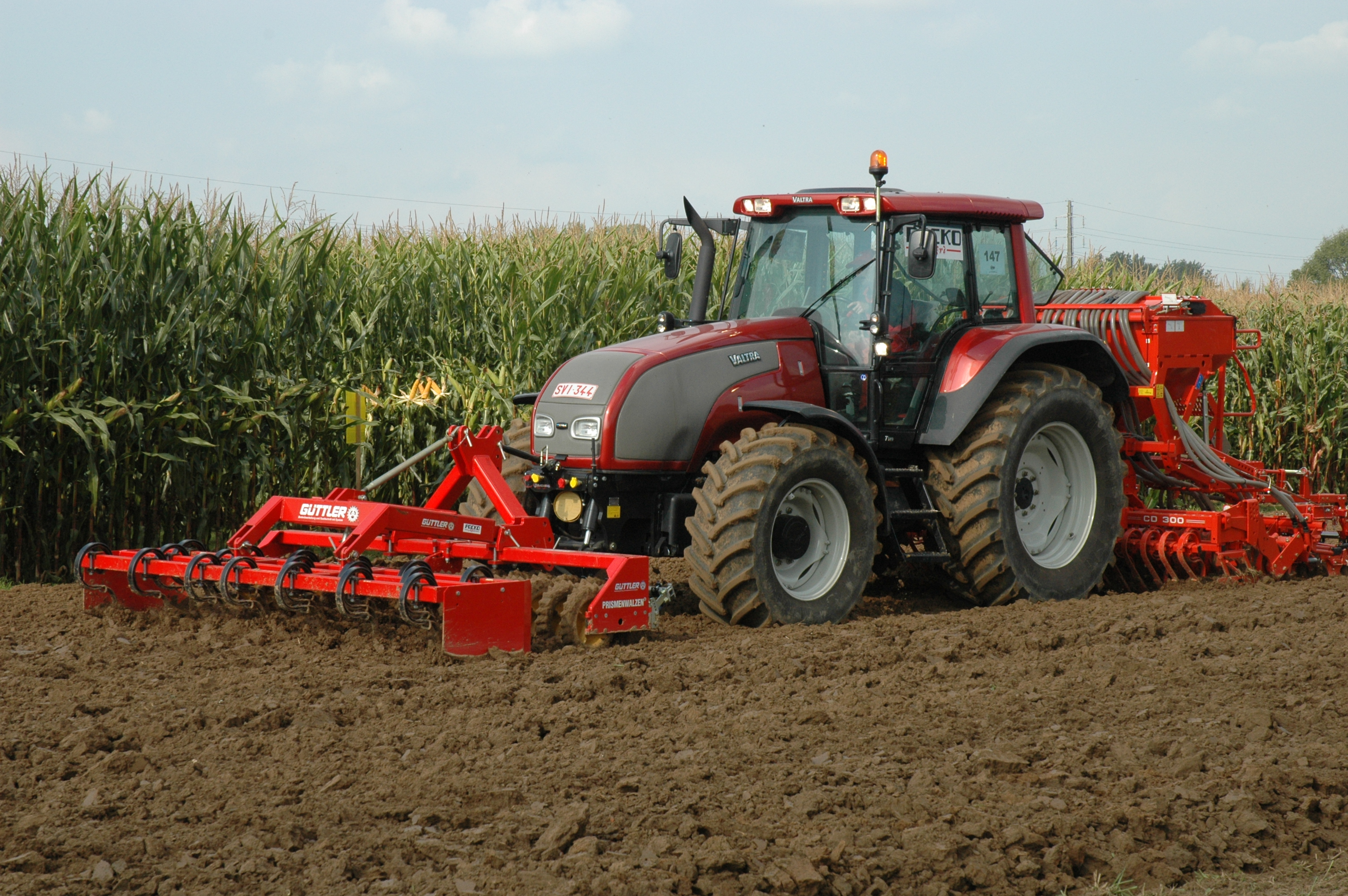
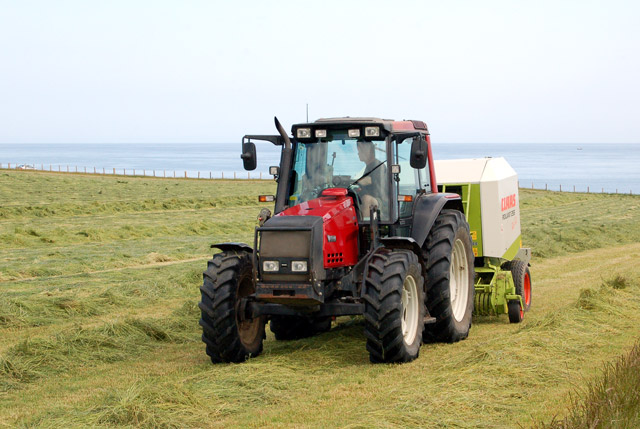
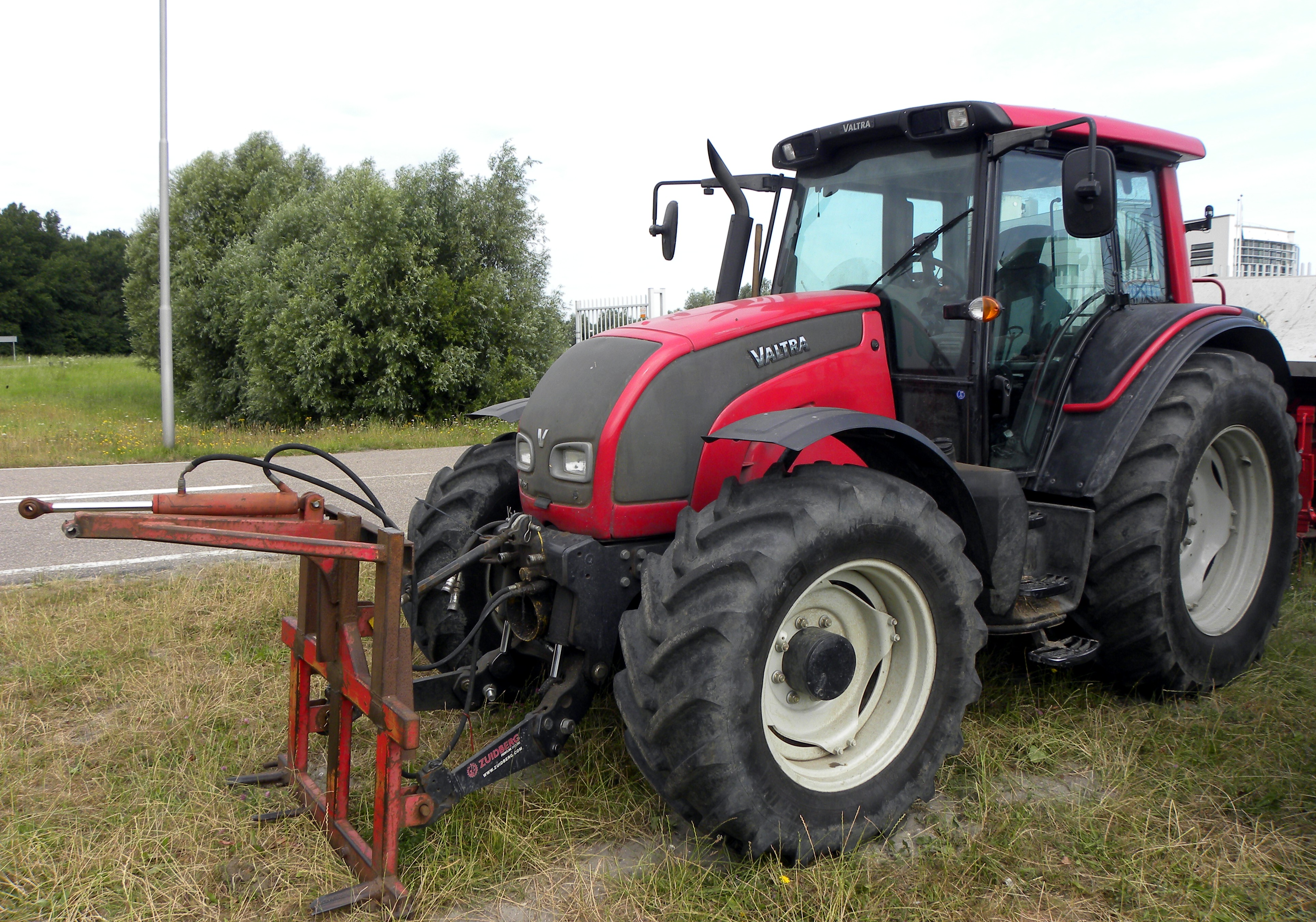
Valtra N121.